# Mpande kaSenzangakhona
 (janvier 2020).
Si vous disposez d'ouvrages ou d'articles de référence ou si vous connaissez des sites web de qualité traitant du thème abordé ici, merci de compléter l'article en donnant les références utiles à sa vérifiabilité et en les liant à la section « Notes et références ».
Mpande kaSenzangakhona, né en 1798 à Babanango dans le Royaume zoulou et mort le 1er septembre 1872, loué sous le nom de uMsimude owavela ngesiluba Phakathi kwamaNgisi namaQadasi, est le roi de la nation  de 1840 au 1er septembre 1872, faisant de lui le roi zoulou au plus long règne. C'est le demi-frère de Shaka et de Dingane, qui l'ont tous deux précédé comme rois de la nation zoulou.

## Biographie
Il a été considéré comme un homme faible en comparaison avec ses contemporains et a été autorisé à vivre lorsque ses demi-frères se sont retirés. Lorsque Dingane demande à son chef inDuna Ndlela kaSompisi de l'assassiner, Ndlela remet à plusieurs reprises, car il se rend compte que Mpande est le seul fils à avoir eu des enfants et Ndlela considère le maintien de la ligne de sang essentiel à la stabilité de la nation zouloue. Ndlela est alors torturé à mort par Dingane pour son inaction. Mpande a beaucoup de fils, parmi lesquels Cetshwayo, son successeur, Mbuyazwe, Dabulamanzi, Ndabuko, Sitheku, pour n'en nommer que quelques-uns.
En janvier 1840 Andries Pretorius aide Mpande dans sa révolte contre son demi-frère Dingane, qui est tué lors d'une expédition au nord dans la forêt d'Hlatikhulu (en).
Les règles de succession de la monarchie zoulou sont au mieux lacunaires, mais la tradition voulait que le premier fils de la « Grande Épouse » soit le successeur. Malheureusement, le roi pouvait choisir laquelle de ses épouses serait celle-ci et même changer d'avis, ce que fait Mpande.
La succession est finalement réglée par la bataille de Ndondakusuka entre les rivaux Cetshwayo et Mbulazi, qui est soutenu par John Robert Dunn, sur les rives du fleuve Tugela. Cetshwayo gagne et bien que Mpande ne renonce pas au pouvoir pendant plus d'un an, Cetshwayo est effectivement aux commandes.